# El baile en TVN
El baile en TVN fue un programa de televisión chileno emitido y producido por TVN desde el 16 de octubre de 2006 al 3 de julio de 2008. Es la versión chilena del programa inglés Strictly Come Dancing (formato llamado Bailando con las estrellas), producido por la BBC, en el que un grupo de famosos compiten entre sí en un concurso de Ballroom (Baile de salón). Fue animado por Rafael Araneda y Karen Doggenweiler.
El programa ha sido una de las apuestas más importantes del canal en lo que a formatos extranjeros se refiere, por su calidad de estelar y por su alto costo por capítulo. Además, el programa fue lanzado cuando el estelar de la competencia, Locos por el baile ya estaba al aire con buenas cifras de audiencia.
Aun así, El baile en TVN consiguió liderar la sintonía con lo que dio pie para realizar las siguientes temporadas. Además, el programa fue reconocido por el público, quién le otorgó el premio "Copihue de Oro" al mejor estelar de 2007, así como el premio TV Grama en la misma categoría. Además, según una encuesta de la Fundación Futuro, El baile fue el programa favorito de los chilenos durante 2007.

## Inicios
El 14 de septiembre de 2006 se anunció en la prensa nacional que Rafael Araneda y Karen Doggenweiler estarían a cargo de la conducción del programa. Esto, luego de que el programa del canal de la competencia, Locos por el baile, anunciara sorpresivamente su debut, lo que obligó a TVN a adelantar el lanzamiento de "El baile" luego de múltiples postergaciones, habiendo comprado la licencia de la BBC hace ya un periodo considerable.
Así, y aunque el debut de Locos por el baile había superado los 30 puntos de sintonía, el lunes 16 de octubre de 2006 el programa fue lanzado al aire, ganando en sintonía en su debut, y siendo portada de diario luego que Rafael Araneda le hiciera un desafío en pantalla al animador de la competencia, Sergio Lagos, invitándolo a bailar al programa. Este último rechazó categóricamente la invitación.
De cualquier modo, "El baile en TVN" se convirtió en el programa más visto del canal, ganando en su horario y marcando un promedio de 27 puntos de rating.

## Mecánica
Las celebridades que ingresan al programa comienzan sus ensayos, como mínimo, con un mes de antelación a la salida al aire del programa. Se les asigna un bailarín profesional que será quien los acompañe durante todo el ciclo de competición. Los ensayos pueden extenderse durante todo el día, y tal como se estipula en las reglas de la BBC, los concursantes no pueden verse entre sí durante los ensayos.

### Bailes
Para determinar qué ritmo bailarán los concursantes, se realiza un primer sorteo en el que las alternativas son el Vals Inglés o el Cha cha chá, que corresponden a los bailes más sencillos en las categorías estándar y latino, respectivamente. Para los 4 capítulos siguientes, los bailes están predeterminados de acuerdo al realizado anteriormente (por ejemplo, los que partieron con Cha cha chá, continúan con Quickstep, así como los que bailaron Vals Inglés les sigue la Rumba).
Desde el sexto capítulo, las celebridades presentan dos bailes por programa, los que corresponden a ritmos que no hayan realizado durante los cinco primeros episodios. Para el último capítulo, los finalistas bailan un ritmo estándar, uno latino más un baile estilo libre.

### Evaluación
El jurado evalúa cada presentación en forma individual, asignándole un puntaje de 1 a 10. Estos puntajes son sumados entre sí para conseguir el puntaje final. Una vez cerrada la ronda de presentaciones, el número de participantes en competencia se convierte en el puntaje ideal y 1 se convierte en el menor puntaje. De esta forma, y tomando como ejemplo 8 celebridades en competencia, el que obtuviera el puntaje más alto del jurado se convierte en el puntaje ideal de 8 puntos, el que le sigue en jerarquía obtiene 7 puntos, y así hasta que el puntaje más bajo se queda únicamente con 1 punto.

### Votación
El público puede votar desde sus casas por vía SMS, enviando el nombre del concursante al que desea favorecer. Al cierre de las votaciones, y según el porcentaje obtenido por cada concursante, se le asigna un puntaje de la misma forma en que se hace con la votación del jurado, explicada anteriormente.
De esta forma, se pondera en partes iguales la votación del público y la del jurado. La celebridad que obtenga el menor puntaje ponderado es eliminada de la competencia.

### Último capítulo
En el caso específico del capítulo final de la temporada, el puntaje del jurado solo cumple un rol de guía, ya que el ganador se elige única y exclusivamente por votación telefónica.

## Bailes
| Baile           | Temporadas en que fue usado |
| --------------- | --------------------------- |
| Cha cha chá     | Todas                       |
| Vals Inglés     | Todas                       |
| Vals Vienés     | Temporadas 2, 3 y 4         |
| Jive            | Todas                       |
| Quickstep       | Todas                       |
| Rumba           | Todas                       |
| Tango Europeo   | Todas                       |
| Tango Argentino | Temporada 4                 |
| Fox-Trot        | Todas                       |
| Pasodoble       | Todas                       |
| Samba           | Temporadas 2, 3 y 4         |
| Salsa           | Temporada 4                 |
| American Smooth | Temporadas 3 y 4            |
| Cueca Ballroom  | Temporada 4                 |

## Ganadores
| Temporada          | Ganadores                          |
| ------------------ | ---------------------------------- |
| Temporada 1        | Juvenal Olmos & Claudia Miranda    |
| Temporada 2        | Cristián Arriagada & Paz Bustos    |
| Temporada 3        | Francisco Reyes & Irene Bustamante |
| Temporada 4        | Fernando Godoy & Paz Bustos        |
| Grandes Finalistas | Carolina Ardohain & Diego Heilig   |

## Primera temporada
La primera temporada de El baile en TVN debutó en el canal estatal el 16 de octubre de 2006, en el horario de las 22:30 horas y terminó el 4 de diciembre del mismo año. Contó con 8 celebridades y su ganador fue el exentrenador de la selección Chilena de fútbol, Juvenal Olmos. Este expresó en una entrevista que el sentir el apoyo del público le había cambiado la vida, y que había adquirido una relación con la gente que sin la ayuda del programa, no la habría logrado.

### Concursantes
Los 8 concursantes, más sus respectivos bailarines profesionales fueron los siguientes:
| Concursantes       | Bailarín(a)          | Ocupación                                                                                  | Clasificación                              |
| Juvenal Olmos      | Claudia Miranda      | Exfutbolista, exDT de la selección chilena, Everton, Universidad Católica y Unión Española | Ganador el 4 de diciembre del 2006         |
| Patricio Laguna    | Viví Rodríguez       | Modelo                                                                                     | Segundo lugar el 4 de diciembre de 2006    |
| Sigrid Alegría     | Mario Méndez         | Actriz                                                                                     | Eliminada N.º 6 el 27 de noviembre de 2006 |
| Raquel Argandoña   | Alfredo Araya        | Ex Miss Chile y animadora de televisión                                                    | Eliminada N.º 5 el 20 de noviembre de 2006 |
| Juanita Parra      | Diego Heilig         | Baterista de Los Jaivas                                                                    | Eliminada N.º 4 el 13 de noviembre de 2006 |
| Quique Neira       | Verónica Lobos       | Músico                                                                                     | Eliminado N.º 3 el 6 de noviembre de 2006  |
| Pilar Cox          | Andrés Niérez        | Exanimadora de TV, Psicolooga y ex-actriz                                                  | Eliminada N.º 2 el 30 de octubre de 2006   |
| Horacio de la Peña | María Isabel Sobarzo | Extenista y entrenador                                                                     | Eliminado N.º 1 el 23 de octubre de 2006   |

### Bailes
Los bailes en competencia fueron los siguientes:
Latinos:
- Cha-cha-chá
- Jive
- Pasodoble
- Rumba-Bolero

Estándar:
- Vals inglés
- Fox-Trot
- Tango
- Quickstep

### Jurado
El jurado de la primera temporada estuvo compuesto por:
- Sara Nieto (Presidenta del jurado): Primera bailarina estrella del ballet del teatro municipal
- Mey Santamaría: Modelo cubana
- William Geisse: Productor de eventos
- Sergio Valero: Profesor de baile y miembro de jurado de competencias profesionales de danza.

### Competencia
| Celebridad         | 1    | 2    | 3    | 4    | 5    | 6    | 7    | F   |
| ------------------ | ---- | ---- | ---- | ---- | ---- | ---- | ---- | --- |
| Juvenal Olmos      | IN   | IN   | WIN  | IN   | BAJA | WIN  | ALTA | WIN |
| Patricio Laguna    | BAJA | IN   | IN   | BAJA | BAJA | BAJA | WIN  | 2L° |
| Sigrid Alegría     | ALTA | ALTA | BAJA | BAJA | ALTA | BAJA | OUT  |     |
| Raquel Argandoña   | ALTA | IN   | WIN  | WIN  | WIN  | OUT  |      |     |
| Juanita Parra      | WIN  | WIN  | IN   | ALTA | OUT  |      |      |     |
| Quique Neira       | IN   | BAJA | BAJA | OUT  |      |      |      |     |
| Pilar Cox          | IN   | BAJA | OUT  |      |      |      |      |     |
| Horacio de la Peña | BAJA | OUT  |      |      |      |      |      |     |

     Fondo azul significa que la celebridad tuvo el puntaje más alto en este baile.
     Fondo celeste significa que la celebridad obtuvo un alto puntaje en ese baile.
     Fondo verde significa que la celebridad estuvo en la final (2L° segundo lugar).
     Fondo naranja significa que la celebridad obtuvo el segundo puntaje más bajo en ese baile.
     Fondo rosado significa que la celebridad obtuvo uno de los puntajes más bajos en ese baile.
     Fondo rojo significa que la celebridad fue eliminada.

### Tabla de bailes
| Pareja          | Cap. 1      | Cap. 2    | Cap. 3    | Cap. 4    | Cap. 5      | Cap. 6               | Cap. 7               | Cap. 8                          |
| Juvenal/Claudia | Vals inglés | Rumba     | Jive      | Pasodoble | Cha cha chá | Rumba, Quickstep     | Jive, Tango          | Quickstep, Pasodoble, Freestyle |
| Patricio/Viví   | Cha cha chá | Quickstep | Tango     | Pasodoble | Vals inglés | Tango, Cha cha chá   | Quickstep, Rumba     | Quickstep, Pasodoble, Freestyle |
| Sigrid/Mario    | Cha cha chá | Quickstep | Tango     | Foxtrot   | Rumba       | Jive, Vals inglés    | Foxtrot, Cha cha chá | Eliminada                       |
| Raquel/Alfredo  | Vals inglés | Rumba     | Jive      | Foxtrot   | Tango       | Foxtrot, Cha cha chá | Eliminada            | Eliminada                       |
| Juanita/Diego   | Vals inglés | Rumba     | Jive      | Foxtrot   | Quickstep   | Eliminada            | Eliminada            | Eliminada                       |
| Quique/Verónica | Cha cha chá | Quickstep | Tango     | Pasodoble | Eliminado   | Eliminado            | Eliminado            | Eliminado                       |
| Pilar/Andrés    | Cha cha chá | Quickstep | Tango     | Eliminada | Eliminada   | Eliminada            | Eliminada            | Eliminada                       |
| Horacio/Icha    | Vals Inglés | Rumba     | Eliminado | Eliminado | Eliminado   | Eliminado            | Eliminado            | Eliminado                       |

## Segunda temporada
A partir del 5 de marzo de 2007 se emite la 2.ª temporada. El número de concursante aumentó de 8 a 10 y solo compiten hombres.
Paralelamente a la competencia oficial, desde la 4.ª semana de emisión de la segunda temporada, se comenzó con una nueva competencia de Ballroom en la que semanalmente se enfrentan 2 mujeres, la ganadora de dicha competencia clasifica para una final donde deberá enfrentar a las ganadoras de las siguientes semanas.
El ganador de la segunda temporada fue Cristián Arriagada, actor de TVN.

### Concursantes
| Concursantes         | Bailarín(a)       | Ocupación                     | Clasificación                          |
| Cristián Arriagada   | Paz Bustos        | Actor                         | Ganador el 23 de abril de 2007         |
| Douglas              | Mónica Valenzuela | Cantante                      | Segundo lugar el 23 de abril de 2007   |
| Felo                 | Viviana Guzmán    | Humorista                     | Tercer lugar el 23 de abril de 2007    |
| Nelson Tapia         | Inés Cofré        | r                             | Eliminado N.º 7 el 16 de abril de 2007 |
| Ana Sol Romero       | Mauricio Mora     | Conductora de Televisión      | Eliminada N.º 6 el 9 de abril de 2007  |
| Carlos Cruzat        | Francini Amaral   | Exboxeador y campeón de Boxeo | Eliminado N.º 5 el 2 de abril de 2007  |
| Claudio Narea        | Verónica Lobos    | Músico, ex Los Prisioneros    | Eliminado N.º 4 el 26 de marzo de 2007 |
| Pablo Schilling      | Pamela Fernández  | Modelo y atleta               | Eliminado N.º 3 el 19 de marzo de 2007 |
| José Miguel Villouta | María Jesús Tapia | Periodista y panelista de SQP | Eliminado N.º 2 el 12 de marzo de 2007 |
| Óscar "Lolo" Peña    | María José Campos | Ex Música libre               | Eliminado N.º 1 el 5 de marzo de 2007  |

### Bailes
Los bailes en competencia fueron los siguientes:
Latinos:
- Cha-cha-chá
- Jive
- Pasodoble
- Rumba-Bolero
- Samba (nuevo)

Estándar:
- Vals inglés
- Vals vienés (nuevo)
- Fox-Trot
- Tango
- Quickstep

### Jurado
- Sara Nieto (Presidenta del jurado): Primera bailarina estrella del ballet del Teatro Municipal
- Claudia Miranda: Bailarina y coreógrafa.
- William Geisse: Productor de eventos
- Sergio Valero: Profesor de baile y miembro de jurados de competencia profesional de danzas

### Competencia
| Celebridad             | 1    | 2    | 3    | 4    | 5    | 6    | 7    | F   |
| ---------------------- | ---- | ---- | ---- | ---- | ---- | ---- | ---- | --- |
| Cristián Arriagada     | WIN  | WIN  | ALTA | BAJA | IN   | ALTA | ALTA | WIN |
| Douglas                | ALTA | ALTA | WIN  | IN   | WIN  | WIN  | WIN  | 2L° |
| Felo                   | IN   | IN   | IN   | IN   | ALTA | ALTA | ALTA | 3L° |
| Macarena Ramis         | IN   | IN   | IN   | IN   | WIN  | IN   | OUT  |     |
| María Eugenia Larraín  | IN   | IN   | IN   | IN   | IN   | WIN  | OUT  |     |
| Verónica Roberts Olcay | IN   | IN   | IN   | IN   | IN   | OUT  |      |     |
| Pablo Abraira          | IN   | IN   | BAJA | IN   | BAJA | OUT  |      |     |
| Nelson Tapia           | IN   | BAJA | IN   | IN   | BAJA | OUT  |      |     |
| Ana Sol Romero         | IN   | IN   | IN   | IN   | OUT  |      |      |     |
| Carlos Cruzat          | BAJA | BAJA | IN   | IN   | OUT  |      |      |     |
| Kathyna Huberman       | IN   | IN   | IN   | OUT  |      |      |      |     |
| Claudio Narea          | IN   | IN   | IN   | OUT  |      |      |      |     |
| Pablo Schilling        | IN   | ALTA | OUT  |      |      |      |      |     |
| José Miguel Villouta   | BAJA | OUT  |      |      |      |      |      |     |
| Óscar Peña             | OUT  |      |      |      |      |      |      |     |

     Fondo Azul significa que la celebridad obtuvo el puntaje más alto en este baile
     Fondo Celeste significa que la celebridad obtuvo un alto puntaje en ese baile.
     Fondo Verde Oscuro significa que la celebridad estuvo en la final (2L° segundo lugar y 3L° tercer lugar).
     Fondo Verde Claro se refiere e las mujeres en competencia(Win=Ganó, In=Espera la Final Femenina.)
     Fondo Naranja significa que la celebridad obtuvo el segundo puntaje más bajo en ese baile.
     Fondo Rosado significa que la celebridad obtuvo uno de los puntajes más bajos en ese baile.
     Fondo Rojo significa que la celebridad fue eliminada.

### Tabla de bailes
| Pareja            | Cap. 1      | Cap. 2    | Cap. 3    | Cap. 4    | Cap. 5    | Cap. 6              | Cap. 7                | Cap. 8                     |
| Cristián/Paz      | Cha cha chá | Quickstep | Tango     | Pasodoble | Samba     | Vals inglés Jive    | Foxtrot Rumba         | Vals Cha cha chá Freestyle |
| Douglas/Mónica    | Vals inglés | Rumba     | Jive      | Foxtrot   | Samba     | Pasodoble Tango     | Quickstep Cha cha chá | Tango Jive Freestyle       |
| Felo/Viviana      | Vals inglés | Rumba     | Jive      | Pasodoble | Samba     | Foxtrot Cha cha chá | Vals vienés Jive      | Quickstep Samba Freestyle  |
| Nelson/Inés       | Vals inglés | Rumba     | Jive      | Foxtrot   | Samba     | Quickstep Pasodoble | Tango Rumba           | Eliminado                  |
| Pablo/Icha        | Vals inglés | Rumba     | Jive      | Pasodoble | Samba     | Foxtrot Cha cha chá | Eliminado             | Eliminado                  |
| Carlos/Francini   | Vals inglés | Rumba     | Jive      | Pasodoble | Samba     | Eliminado           | Eliminado             | Eliminado                  |
| Claudio/Verónica  | Cha cha chá | Quickstep | Tango     | Foxtrot   | Eliminado | Eliminado           | Eliminado             | Eliminado                  |
| Pablo S./Pamela   | Cha cha chá | Quickstep | Tango     | Eliminado | Eliminado | Eliminado           | Eliminado             | Eliminado                  |
| José M./Ma. Jesús | Cha cha chá | Quickstep | Eliminado | Eliminado | Eliminado | Eliminado           | Eliminado             | Eliminado                  |
| Oscar/María José  | Cha cha chá | Eliminado | Eliminado | Eliminado | Eliminado | Eliminado           | Eliminado             | Eliminado                  |

## Tercera temporada
A partir del miércoles 22 de agosto se emitió la tercera temporada de "El baile en TVN", esta vez volviendo a la competencia mixta. Gracias al éxito de la temporada, esta se extiende dos capítulos más allá de lo presupuestado.
El ganador de la competencia fue el actor de TVN Francisco Reyes.

### Concursantes
| Concursantes                  | Bailarín(a)          | Ocupación                                              | Clasificación                               |
| Francisco Reyes               | Irene Bustamante     | Actor.                                                 | Ganador el 31 de octubre de 2007            |
| Carolina Ardohain ("Pampita") | Diego Heilig         | Modelo, bailarina.                                     | Segundo Lugar el 31 de octubre de 2007      |
| Leandro Martínez              | María Isabel Sobarzo | Cantante exchico Rojo.                                 | Eliminado N.º 10 el 24 de octubre de 2007   |
| Gianella Marengo              | Emilio Rubilar       | Modelo, gimnasta, bailarina exparticipante de Pelotón. | Eliminada N.º 9 el 17 de octubre de 2007    |
| Juan Pablo Matulic            | Francini Amaral      | Ganador del reality show Pelotón.                      | Eliminado N.º 8 el 10 de octubre de 2007    |
| Amaya Forch                   | William Orrock       | Actriz y cantante.                                     | Eliminada N.º 7 el 3 de octubre de 2007     |
| María Eugenia Larraín         | Rodrigo Escobar      | Modelo.                                                | Eliminada N.º 6 el 26 de septiembre de 2007 |
| Andrea Tessa                  | Alfredo Araya        | Cantante y animadora de TV.                            | Eliminada N.º 5 el 19 de septiembre de 2007 |
| Catalina Palacios             | Darwin Ruz           | Animadora de TV.                                       | Eliminada N.º 4 el 12 de septiembre de 2007 |
| Eliseo Salazar                | Claudia Miranda      | Expiloto de Fórmula 1.                                 | Eliminado N.º 3 el 5 de septiembre de 2007  |
| Hotuiti Teao                  | Mónica Valenzuela    | Modelo Pascuense.                                      | Eliminado N.º 2 el 29 de agosto de 2007     |
| Carlo von Mühlenbrock         | Vivi Rodrigues       | Chef y animador.                                       | Eliminado N.º 1 el 22 de agosto de 2007     |

### Bailes
Los bailes en competencia fueron los siguientes:
Latinos:
- Cha-cha-chá
- Jive
- Pasodoble
- Rumba-Bolero
- Samba

Estándar:
- Vals inglés
- Vals vienés
- Fox-Trot
- Tango
- Quickstep
- American Smooth (nuevo)

Adicionalmente, se bailó en forma grupal la Salsa y el Tango Argentino, fuera de competencia.

### Jurado
- Sergio Valero: Profesor de baile y miembro de jurados de competencias profesionales de danza.
- William Geisse: Productor de eventos.
- Georgette Farías: Bailarina y profesora del ballet del teatro municipal.
- José Luis Tejo: Profesor, coreógrafo y bailarín de Ballroom Dance.

### Puntaje del jurado
Puntajes en Negrita indican el mayor de la semana. Cursiva indica el menor puntaje.
| Equipo               | Cap. 1 | Cap. 2 | Cap. 3 | Cap. 4 | Cap. 5 | Cap. 6 | Cap. 7 | Cap. 8       | Cap. 9       | Cap. 10            | Cap. 11 (Final)    |
| -------------------- | ------ | ------ | ------ | ------ | ------ | ------ | ------ | ------------ | ------------ | ------------------ | ------------------ |
| Francisco/Irene      | 19     | 28     | 29     | 31     | 19     | 36     | 35     | 28 + 36 = 62 | 35 + 38 = 73 | 35 + 36 + 38 = 109 | 36 + 40 + 40 = 116 |
| Carolina/Diego       | 30     | 32     | 27     | 28     | 30     | 33     | 36     | 34 + 35 = 69 | 35 + 37 = 72 | 38 + 31 + 37 = 106 | 39 + 40 + 40 = 119 |
| Leandro/María Isabel | 22     | 23     | 31     | 31     | 36     | 27     | 27     | 24 + 34 = 58 | 36 + 37 = 73 | 33 + 29 + 37 = 99  |                    |
| Gianella/Emilio      | 25     | 30     | 26     | 37     | 36     | 26     | 28     | 34 + 39 = 73 | 35 + 36 = 71 |                    |                    |
| Juan Pablo/Francini  | 21     | 25     | 21     | 26     | 33     | 38     | 33     | 31 + 31 = 62 |              |                    |                    |
| Amaya/William        | 24     | 27     | 31     | 27     | 28     | 32     | 32     |              |              |                    |                    |
| Kenita/Rodrigo       | 20     | 24     | 16     | 17     | 22     | 11     |        |              |              |                    |                    |
| Andrea/Alfredo       | 24     | 31     | 22     | 32     | 31     |        |        |              |              |                    |                    |
| Catalina/Darwin      | 24     | 21     | 26     | 20     |        |        |        |              |              |                    |                    |
| Eliseo/Claudia       | 19     | 26     | 24     |        |        |        |        |              |              |                    |                    |
| Hotuiti/Mónica       | 16     | 20     |        |        |        |        |        |              |              |                    |                    |
| Carlo/Vivi           | 20     |        |        |        |        |        |        |              |              |                    |                    |

### Competencia
| Celebridad            | 1    | 2    | 3    | 4    | 5    | 6    | 7    | 8    | 9    | 10   | F   |
| --------------------- | ---- | ---- | ---- | ---- | ---- | ---- | ---- | ---- | ---- | ---- | --- |
| Francisco Reyes       | BAJA | IN   | ALTA | ALTA | BAJA | ALTA | ALTA | BAJA | WIN  | WIN  | WIN |
| Carolina Ardohain     | WIN  | WIN  | IN   | IN   | IN   | ALTA | WIN  | ALTA | WIN  | ALTA | 2Lº |
| Leandro Martínez      | IN   | BAJA | WIN  | ALTA | WIN  | BAJA | BAJA | BAJA | ALTA | OUT  |     |
| Gianella Marengo      | ALTA | ALTA | IN   | WIN  | WIN  | BAJA | BAJA | WIN  | OUT  |      |     |
| Juan Pablo Matulic    | IN   | IN   | BAJA | BAJA | ALTA | WIN  | ALTA | OUT  |      |      |     |
| Amaya Forch           | ALTA | IN   | WIN  | IN   | IN   | IN   | OUT  |      |      |      |     |
| María Eugenia Larraín | IN   | IN   | BAJA | BAJA | BAJA | OUT  |      |      |      |      |     |
| Andrea Tessa          | ALTA | ALTA | IN   | ALTA | OUT  |      |      |      |      |      |     |
| Catalina Palacios     | ALTA | BAJA | IN   | OUT  |      |      |      |      |      |      |     |
| Eliseo Salazar        | BAJA | IN   | OUT  |      |      |      |      |      |      |      |     |
| Hotuiti Teao          | BAJA | OUT  |      |      |      |      |      |      |      |      |     |
| Carlo Von Mühlenbrock | OUT  |      |      |      |      |      |      |      |      |      |     |

     Fondo Azul significa que la celebridad tuvo el puntaje más alto en este baile.
     Fondo Celeste significa que la celebridad obtuvo un alto puntaje en ese baile.
     Fondo Verde significa que la celebridad estuvo en la final (2L° segundo lugar).
     Fondo Naranja significa que la celebridad obtuvo el segundo puntaje más bajo en ese baile.
     Fondo Rosado significa que la celebridad obtuvo uno der los puntajes más bajos en ese baile.
     Fondo Rojo significa que la celebridad fue eliminada.

### Tabla de bailes
| Pareja              | Cap. 1      | Cap. 2    | Cap. 3    | Cap. 4    | Cap. 5      | Cap. 6      | Cap. 7      | Cap. 8                      | Cap. 9              | Cap. 10                   | Cap. 11               |
| Francisco/Irene     | Vals inglés | Rumba     | Jive      | Foxtrot   | Samba       | Pasodoble   | Quickstep   | Cha cha chá American Smooth | Pasodoble Quickstep | Foxtrot Jive Freestyle    | Rumba Tango Freestyle |
| Carolina/Diego      | Vals inglés | Rumba     | Jive      | Foxtrot   | Samba       | Tango       | Cha cha chá | Pasodoble American Smooth   | Jive Tango          | Vals Samba Freestyle      | Rumba Tango Freestyle |
| Leandro/Icha        | Vals inglés | Rumba     | Jive      | Foxtrot   | Samba       | Quickstep   | Vals vienés | Cha cha chá American Smooth | Rumba Vals inglés   | Quickstep Samba Freestyle | Eliminado             |
| Gianella/Emilio     | Cha cha chá | Quickstep | Tango     | Pasodoble | Vals vienés | Rumba       | Jive        | Samba American Smooth       | Foxtrot Cha cha chá | Eliminada                 | Eliminada             |
| Juan Pablo/Francini | Cha cha chá | Quickstep | Tango     | Pasodoble | Vals vienés | Jive        | Rumba       | Samba American Smooth       | Eliminado           | Eliminado                 | Eliminado             |
| Amaya/William       | Cha cha chá | Quickstep | Tango     | Pasodoble | Vals vienés | Rumba       | Foxtrot     | Eliminada                   | Eliminada           | Eliminada                 | Eliminada             |
| Kenita/Rodrigo      | Vals inglés | Rumba     | Jive      | Foxtrot   | Samba       | Cha cha chá | Eliminada   | Eliminada                   | Eliminada           | Eliminada                 | Eliminada             |
| Andrea/Alfredo      | Vals inglés | Rumba     | Jive      | Foxtrot   | Samba       | Eliminada   | Eliminada   | Eliminada                   | Eliminada           | Eliminada                 | Eliminada             |
| Catalina/Darwin     | Cha cha chá | Quickstep | Tango     | Pasodoble | Eliminada   | Eliminada   | Eliminada   | Eliminada                   | Eliminada           | Eliminada                 | Eliminada             |
| Eliseo/Claudia      | Cha cha chá | Quickstep | Tango     | Eliminado | Eliminado   | Eliminado   | Eliminado   | Eliminado                   | Eliminado           | Eliminado                 | Eliminado             |
| Hotuiti/Mónica      | Cha cha chá | Quickstep | Eliminado | Eliminado | Eliminado   | Eliminado   | Eliminado   | Eliminado                   | Eliminado           | Eliminado                 | Eliminado             |
| Carlo/Vivi          | Vals inglés | Eliminado | Eliminado | Eliminado | Eliminado   | Eliminado   | Eliminado   | Eliminado                   | Eliminado           | Eliminado                 | Eliminado             |

## Cuarta temporada
TVN confirmó una cuarta temporada que salió al aire el jueves 13 de marzo de 2008. Los primeros confirmados fueron Raquel Calderón, Rosita Parsons, Sandra O'Ryan, Mariana Derderián, Paola Camaggi y Denisse Malebrán por las mujeres. En cuanto a los hombres, fueron Iván Torres, Sergio Vargas, Reynaldo González y Mario Guerrero.
Los últimos hombres en ser confirmados fueron el actor Cristián Riquelme, el estilista Sebastián Ferrer y el actor Fernando Godoy.

### Concursantes
| Concursantes      | Ocupación                                                                        | Pareja            | Clasificación                          |
| Fernando Godoy    | Actor.                                                                           | Paz Bustos        | Ganador el 5 de junio de 2008          |
| Mario Guerrero    | Cantante y exchico Rojo.                                                         | Milenka Kisilak   | Segundo lugar el 5 de junio de 2008    |
| Mariana Derderián | Actriz y coanmiadora de Rojo "El valor del talento"                              | Emilio Rubilar    | Eliminada N.º 11 el 30 de mayo de 2008 |
| Reinaldo González | Infante de Marina (R) e instructor de Pelotón en su primera y segunda temporada. | Francini Amaral   | Eliminado N.º 10 el 22 de mayo de 2008 |
| Iván Torres       | Meteorólogo del Buenos días a todos.                                             | Myriam Martínez   | Eliminado N.º 9 el 15 de mayo de 2008  |
| Denisse Malebrán  | Cantante y en ese momento exvocalista del grupo Saiko.                           | Diego Heillig     | Eliminada N.º 8 el 8 de mayo de 2008   |
| Sandra O'Ryan     | Actriz.                                                                          | Rodrigo Díaz      | Eliminada N.º 7 el 1 de mayo de 2008   |
| Raquel Calderón   | Cantante y actriz, hija de Raquel Argandoña.                                     | Darwin Ruz        | Eliminada N.º 6 el 24 de abril de 2008 |
| Sebastián Ferrer  | Estilista                                                                        | Mónica Valenzuela | Eliminado N.º 5 el 17 de abril de 2008 |
| Sergio Vargas     | Exfutbolista                                                                     | Irene Bustamante  | Eliminado N.º 4 el 10 de abril de 2008 |
| Cristián Riquelme | Actor                                                                            | Viví Rodríguez    | Eliminado N.º 3 el 3 de abril de 2008  |
| Paola Camaggi     | Conductora, actriz y modelo.                                                     | William Orrock    | Eliminada N.º 2 el 27 de marzo de 2008 |
| Rosita Parsons    | Modelo.                                                                          | Alfredo Araya     | Eliminada N.º 1 el 20 de marzo de 2008 |

### Bailes
Los bailes en competencia son los siguientes:
Latinos:
- Cha-cha-chá
- Jive
- Pasodoble
- Rumba
- Samba
- Salsa

Estándar:
- Vals inglés
- Vals vienés
- Fox-Trot
- Tango Europeo
- Tango Argentino
- Quickstep

Adicionalmente se bailó la Cueca Ballroom en forma grupal

### Jurado
- Sergio Valero: Profesor de baile y miembro de jurados de competencias profesionales de danza.
- Claudia Miranda: Bailarina y coreógrafa.
- Georgette Farías: Bailarina y profesora del Ballet del Teatro Municipal.
- José Luis Tejo: Profesor, coreógrafo y bailarín de ballroom dance.

### Competencia
| Celebridad | 1    | 2    | 3    | 4    | 5    | 6    | 7    | 8    | 9    | 10   | 11   | 12   | F   | Ritmo de Eliminación             |
| ---------- | ---- | ---- | ---- | ---- | ---- | ---- | ---- | ---- | ---- | ---- | ---- | ---- | --- | -------------------------------- |
| Fernando   | WIN  | WIN  | ALTA | WIN  | WIN  | WIN  | WIN  | BAJA | WIN  | WIN  | ALTA | WIN  | WIN | Ganador                          |
| Mario      | ALTA | ALTA | WIN  | BAJA | IN   | WIN  | ALTA | BAJA | ALTA | ALTA | WIN  | ALTA | 2°L | F.-Segundo Lugar                 |
| Mariana    | BAJA | IN   | BAJA | BAJA | BAJA | WIN  | BAJA | IN   | BAJA | BAJA | ALTA | OUT  |     | 12.-Tercer Lugar                 |
| Reinaldo   | IN   | IN   | IN   | BAJA | BAJA | BAJA | ALTA | ALTA | ALTA | BAJA | OUT  |      |     | 11.-Tango Europeo & Jive         |
| Iván       | IN   | BAJA | IN   | IN   | ALTA | BAJA | BAJA | WIN  | BAJA | OUT  |      |      |     | 10.-Vals Inglés & Rumba          |
| Denisse    | ALTA | ALTA | IN   | ALTA | ALTA | BAJA | ALTA | ALTA | OUT  |      |      |      |     | 9.-American Smooth & Cha cha chá |
| Sandra     | IN   | IN   | BAJA | BAJA | IN   | BAJA | BAJA | OUT  |      |      |      |      |     | 8.-Vals Inglés & Cueca Ballroom  |
| Raquel     | IN   | BAJA | IN   | ALTA | BAJA | ALTA | OUT  |      |      |      |      |      |     | 7.-Quickstep                     |
| Sebastián  | BAJA | IN   | BAJA | IN   | ALTA | OUT  |      |      |      |      |      |      |     | 6.-Pasodoble                     |
| Sergio     | IN   | BAJA | IN   | ALTA | OUT  |      |      |      |      |      |      |      |     | 5.-Samba                         |
| Cristián   | BAJA | IN   | ALTA | OUT  |      |      |      |      |      |      |      |      |     | 4.-Salsa                         |
| Paola      | IN   | BAJA | OUT  |      |      |      |      |      |      |      |      |      |     | 3.-Tango Europeo                 |
| Rosita     | IN   | OUT  |      |      |      |      |      |      |      |      |      |      |     | 2.-Rumba                         |

     Fondo Azul significa que la celebridad tuvo el puntaje más alto en este baile.
     Fondo Celeste significa que la celebridad obtuvo un alto puntaje en ese baile.
     Fondo Verde significa que la celebridad estuvo en la final (segundo lugar).
     Fondo Naranja significa que la celebridad obtuvo el puntaje más bajo en ese baile.
     Fondo Rosado significa que la celebridad obtuvo uno de los puntajes más bajos en ese baile.
     Fondo Rojo significa que la celebridad fue eliminada.

### Puntajes del jurado
Puntajes en Negrita indican el mayor de la semana. Cursiva indica el menor puntaje. Considérese que para la primera eliminación (ocurrida en el segundo capítulo) se sumaron los puntajes del primer y segundo capítulo, quedando en último lugar Sergio e Irene.
| Pareja              | Cap. 1 | Cap. 2 | Cap. 3    | Cap. 4    | Cap. 5    | Cap. 6    | Cap. 7    | Cap. 8    | Cap. 9       | Cap. 10      | Cap. 11      | Cap. 12            | Cap. F             |
| Fernando & Paz      | 27     | 33     | 30        | 36        | 37        | 36        | 37        | 26        | 29 + 39 = 68 | 34 + 37 = 71 | 28 + 40 = 68 | 40 + 40 + 40 = 120 | 36 + 39 + 40 = 115 |
| Mario & Milenka     | 22     | 30     | 32        | 25        | 26        | 36        | 30        | 28        | 37 + 27 = 64 | 35 + 28 = 63 | 32 + 39 = 71 | 37 + 36 + 40 = 113 | 36 + 40 + 40 = 116 |
| Mariana & Emilio    | 14     | 21     | 20        | 24        | 24        | 36        | 23        | 30        | 30 + 20 = 50 | 26 + 30 = 56 | 32 + 36 = 68 | 34 + 27 + 28 = 89  | Eliminada          |
| Reinaldo & Francini | 19     | 23     | 22        | 25        | 24        | 26        | 31        | 31        | 29 + 30 = 59 | 30 + 20 = 50 | 35 + 28 = 63 | Eliminado          | Eliminado          |
| Iván & Myriam       | 20     | 20     | 29        | 21        | 30        | 29        | 21        | 35        | 31 + 22 = 53 | 27 + 25 = 52 | Eliminado    | Eliminado          | Eliminado          |
| Denisse & Diego     | 23     | 30     | 27        | 33        | 32        | 29        | 31        | 31        | 31 + 18 = 49 | Eliminada    | Eliminada    | Eliminada          | Eliminada          |
| Sandra & Rodrigo    | 19     | 26     | 20        | 25        | 25        | 29        | 24        | 28        | Eliminada    | Eliminada    | Eliminada    | Eliminada          | Eliminada          |
| Raquel & Darwin     | 21     | 17     | 27        | 30        | 23        | 32        | 29        | Eliminada | Eliminada    | Eliminada    | Eliminada    | Eliminada          | Eliminada          |
| Sebastián & Mónica  | 14     | 21     | 20        | 28        | 32        | 28        | Eliminado | Eliminado | Eliminado    | Eliminado    | Eliminado    | Eliminado          | Eliminado          |
| Sergio & Irene      | 15     | 15     | 24        | 30        | 19        | Eliminado | Eliminado | Eliminado | Eliminado    | Eliminado    | Eliminado    | Eliminado          | Eliminado          |
| Cristián & Viví     | 13     | 22     | 31        | 29        | Eliminado | Eliminado | Eliminado | Eliminado | Eliminado    | Eliminado    | Eliminado    | Eliminado          | Eliminado          |
| Paola & William     | 15     | 20     | 25        | Eliminada | Eliminada | Eliminada | Eliminada | Eliminada | Eliminada    | Eliminada    | Eliminada    | Eliminada          | Eliminada          |
| Rosita & Alfredo    | 16     | 18     | Eliminada | Eliminada | Eliminada | Eliminada | Eliminada | Eliminada | Eliminada    | Eliminada    | Eliminada    | Eliminada          | Eliminada          |

- Los números escritos con Azul significan que la celebridad obtuvo el puntaje más alto de la semana.
- Los números escritos con Verde significan que la celebridad obtuvo uno de los puntajes más altos de la semana.
- Los números escritos con Magenta significan que la celebridad obtuvo uno de los puntajes más bajos de la semana.
- Los números escritos con Rojo significan que la celebridad obtuvo el puntaje más bajo de la semana.

### Tabla de bailes
| Pareja            | Cap. 1      | Cap. 2    | Cap. 3        | Cap. 4    | Cap. 5      | Cap. 6          | Cap. 7      | Cap. 8      | Cap. 9                      | Cap. 10             | Cap. 11                     | Cap. 12                         | Cap. F                    |           |
| Fernando/Paz      | Cha cha chá | Quickstep | Tango Europeo | Salsa     | Vals vienés | Pasodoble       | Jive        | Foxtrot     | Samba American Smooth       | Vals Inglés Rumba   | Tango Argentino Cha cha chá | Vals Vienés Jive Freestyle      | Quickstep Rumba Freestyle |           |
| Mario/Milenka     | Vals inglés | Rumba     | Jive          | Foxtrot   | Samba       | Tango Argentino | Quickstep   | Cha cha chá | Pasodoble American Smooth   | Vals Vienés Salsa   | Tango Europeo Samba         | Foxtrot Salsa Freestyle         | Quickstep Rumba Freestyle |           |
| Mariana/Emilio    | Cha cha chá | Quickstep | Tango Europeo | Salsa     | Vals vienés | Pasodoble       | Jive        | Vals Inglés | Samba American Smooth       | Foxtrot Rumba       | Tango Argentino Quickstep   | Vals Inglés Pasodoble Freestyle | Eliminada                 | Eliminada |
| Reinaldo/Francini | Vals inglés | Rumba     | Jive          | Foxtrot   | Samba       | Tango Argentino | Vals Vienés | Salsa       | Cha cha chá American Smooth | Quickstep Pasodoble | Tango Europeo Jive          | Eliminado                       | Eliminado                 | Eliminado |
| Iván/Myriam       | Cha cha chá | Quickstep | Tango Europeo | Salsa     | Vals vienés | Pasodoble       | Samba       | Foxtrot     | Jive American Smooth        | Vals Inglés Rumba   | Eliminado                   | Eliminado                       | Eliminado                 | Eliminado |
| Denisse/Diego     | Vals inglés | Rumba     | Jive          | Foxtrot   | Samba       | Tango Argentino | Vals Vienés | Salsa       | Cha cha chá American Smooth | Eliminada           | Eliminada                   | Eliminada                       | Eliminada                 | Eliminada |
| Sandra/Rodrigo    | Cha cha chá | Quickstep | Tango Europeo | Salsa     | Vals vienés | Pasodoble       | Rumba       | Vals Inglés | Eliminada                   | Eliminada           | Eliminada                   | Eliminada                       | Eliminada                 | Eliminada |
| Raquel/Darwin     | Vals inglés | Rumba     | Jive          | Foxtrot   | Samba       | Tango Argentino | Quickstep   | Eliminada   | Eliminada                   | Eliminada           | Eliminada                   | Eliminada                       | Eliminada                 | Eliminada |
| Sebastián/Mónica  | Cha cha chá | Quickstep | Tango Europeo | Salsa     | Vals vienés | Pasodoble       | Eliminado   | Eliminado   | Eliminado                   | Eliminado           | Eliminado                   | Eliminado                       | Eliminado                 | Eliminado |
| Sergio/Irene      | Vals inglés | Rumba     | Jive          | Foxtrot   | Samba       | Eliminado       | Eliminado   | Eliminado   | Eliminado                   | Eliminado           | Eliminado                   | Eliminado                       | Eliminado                 | Eliminado |
| Cristián/Viví     | Cha cha chá | Quickstep | Tango Europeo | Salsa     | Eliminado   | Eliminado       | Eliminado   | Eliminado   | Eliminado                   | Eliminado           | Eliminado                   | Eliminado                       | Eliminado                 | Eliminado |
| Paola/William     | Cha cha chá | Quickstep | Tango Europeo | Eliminada | Eliminada   | Eliminada       | Eliminada   | Eliminada   | Eliminada                   | Eliminada           | Eliminada                   | Eliminada                       | Eliminada                 | Eliminada |
| Rosita/Alfredo    | Vals inglés | Rumba     | Eliminada     | Eliminada | Eliminada   | Eliminada       | Eliminada   | Eliminada   | Eliminada                   | Eliminada           | Eliminada                   | Eliminada                       | Eliminada                 | Eliminada |

## Grandes finalistas
TVN confirmó una competencia de finalistas, la cual comenzó el jueves 12 de junio y tuvo una duración de 4 capítulos. Las celebridades en competencia fueron: Gianella Marengo, Juanita Parra y Sigrid Alegría por las mujeres; Douglas, Francisco Reyes y Patricio Laguna por los hombres.
Paralelamente a la competencia oficial, se comenzó con una nueva competencia de Ballroom en la que se enfrentaron 6 parejas de niños, en donde semanalmente se eliminaba una pareja. Los ritmos que se bailaron en esta competencia fueron: Jive, Quickstep, Cha cha chá y Samba.
La "tradición" de que los hombres siempre ganaban la competencia se quebrantó cuando la actriz, Sigrid Alegría ganó esta temporada el 3 de julio con un 61% de los votos telefónicos, venciendo a Gianella Marengo, que se quedó con el 19% del apoyo del público, y también a Douglas, que era el único hombre en esta final y que se quedó con el tercer puesto de esta competencia ya que solo obtuvo el 18% de la votación de la gente, a pesar de que la decisión del jurado del concurso fue unánime a favor de este último como gran favorito, obteniendo el mayor puntaje en dicha final.

### Concursantes
| Concursantes     | Ocupación                                                                   | Pareja                           | Clasificación                          |
| Sigrid Alegría   | Actriz de teatro televisión y cine. 3° Lugar - 1.ª Temporada                | Mario Méndez                     | Ganadora el 3 de julio de 2008         |
| Gianella Marengo | Modelo gimnasta, bailarina y exrecluta de Pelotón. 4° Lugar - 3.ª Temporada | Emilio Rubilar                   | Segundo lugar el 3 de julio de 2008    |
| Douglas          | Cantante. 2°Lugar- 2.ª Temporada                                            | Francini Amaral - Verónica Lobos | Tercer lugar el 3 de julio de 2008     |
| Francisco Reyes  | Actor. Ganador de la 3.ª Temporada.                                         | Irene Bustamante                 | 3.er Eliminado el 26 de junio del 2008 |
| Juanita Parra    | Baterista del grupo Chileno Los Jaivas. 5° Lugar - 1.ª Temporada            | Diego Heillig                    | 2.ª Eliminada el 19 de junio de 2008   |
| Patricio Laguna  | Modelo y Constructor Civil. 2° Lugar - 1.ª Temporada                        | Viviana Guzmán                   | 1.er Eliminado el 12 de junio de 2008  |

### Bailes
Los bailes en competencia son los siguientes:
Latinos:
- Cha-cha-chá
- Jive
- Pasodoble
- Rumba
- Samba
- Salsa

Estándar:
- Vals inglés
- Vals vienés
- Fox-Trot
- Tango Europeo
- Tango Argentino
- Quickstep

### Jurado
- Sergio Valero: Profesor de baile y miembro de jurados de competencias profesionales de danza.
- Claudia Miranda: Bailarina y coreógrafa.
- Georgette Farías: Bailarina y profesora del Ballet del Teatro Municipal.
- José Luis Tejo: Profesor de Baile de Salón, coreógrafo y bailarín de Ballroom Dance.

### Competencia
| Celebridad       | 1    | 2    | 3    | F   | Ritmo de Eliminación           |
| ---------------- | ---- | ---- | ---- | --- | ------------------------------ |
| Sigrid Alegría   | BAJA | IN   | WIN  | WIN | Ganadora                       |
| Gianella Marengo | WIN  | BAJA | ALTA | 2ºL | Vals Vienés, Salsa & Freestyle |
| Douglas          | ALTA | WIN  | ALTA | 3ºL | Vals Vienés, Salsa & Freestyle |
| Francisco Reyes  | IN   | ALTA | OUT  |     | 3.-Quickstep & Jive            |
| Juanita Parra    | BAJA | OUT  |      |     | 2.-Tango Europeo & Pasodoble   |
| Patricio Laguna  | OUT  |      |      |     | 1.-Vals Vienés & Pasodoble     |

### Puntajes del jurado
Puntajes en Negrita indican el mayor de la semana. Cursiva indica el menor puntaje. En el capítulo final el puntaje máximo fue de solo 90 puntos debido a que Georgette Farías, una de las jurados de la competencia, no asistió al programa.
| Pareja             | Cap. 1       | Cap. 2       | Cap. 3       | Cap. F            |
| Sigrid & Mario     | 32 + 27 = 59 | 33 + 30 = 63 | 25 + 38 = 63 | 23 + 26 + 26 = 75 |
| Gianella & Emilio  | 32 + 32 = 64 | 28 + 32 = 60 | 33 + 29 = 62 | 28 + 27 + 27 = 82 |
| Douglas & Verónica | 34 + 29 = 63 | 34 + 35 = 69 | 32 + 30 = 62 | 25 + 30 + 30 = 85 |
| Francisco & Irene  | 30 + 32 = 62 | 30 + 35 = 65 | 29 + 31 = 60 | Eliminado         |
| Juanita & Diego    | 30 + 29 = 59 | 29 + 24 = 56 | Eliminada    | Eliminada         |
| Patricio & Viviana | 26 + 26 = 52 | Eliminado    | Eliminado    | Eliminado         |

- Los números escritos con Azul significan que la celebridad obtuvo el puntaje más alto de la semana.
- Los números escritos con Verde significan que la celebridad obtuvo uno de los puntajes más altos de la semana.
- Los números escritos con Magenta significan que la celebridad obtuvo uno de los puntajes más bajos de la semana.
- Los números escritos con Rojo significan que la celebridad obtuvo el puntaje más bajo de la semana.

### Tabla de bailes
| Pareja             | Cap. 1                      | Cap. 2                      | Cap. 3                  | Cap. F                         |
| Sigrid & Mario     | Quickstep & Rumba           | Vals Vienés & Jive          | Foxtrot & Cha cha chá   | Vals Vienés, Salsa & Freestyle |
| Gianella & Emilio  | Tango Europeo & Cha cha chá | Quickstep & Rumba           | Vals Vienés & Pasodoble | Vals Vienés, Salsa & Freestyle |
| Douglas & Verónica | Foxtrot & Jive              | Vals Vienés & Samba         | Tango Europeo & Rumba   | Vals Vienés, Salsa & Freestyle |
| Francisco & Irene  | Vals Vienés & Samba         | Tango Europeo & Cha cha chá | Quickstep & Jive        | Eliminado                      |
| Juanita & Diego    | Vals Inglés & Rumba         | Tango Europeo & Pasodoble   | Eliminada               | Eliminada                      |
| Patricio & Viviana | Vals Vienés & Pasodoble     | Eliminado                   | Eliminado               | Eliminado                      |

## La orquesta
El programa cuenta con una orquesta dirigida por el maestro Nicolás Borbar, que interpreta en vivo y en directo la totalidad de las canciones. Está compuesta por 18 músicos, además del destacado y conocido pianista Valentín Trujillo. Cuenta con 3 solistas, que interpretan todas las canciones, el cantante Andrés de León, la cantante Loretto Canales y la cantante de "Rojo Fama Contrafama" Mon Laferte, que a mediados de la segunda temporada fue reemplazada por Simoney Romero, quien a su vez es reemplazada por Mónica Rodríguez MONIK durante las primeras semanas de la tercera temporada.
Durante la cuarta temporada se mantienen como cantantes estables Andrés de León y Loretto Canales. Adicionalmente, cada semana los acompaña un cantante invitado, entre los que han pasado Hernán Pelegrí, Tatiana Bustos y Juan David Rodríguez.
Integrantes orquesta (formación actual):
| - Dirección orquestal y teclados: Nicolás Borbar E. - Piano: Valentín Trujillo - Batería: Carlos Figueroa - Bajo: Roberto Trujillo R. - Guitarra eléctrica: Leonardo Ahumada L. - Guitarra acústica: Rodrigo Hurtado U. - Teclados: Jorge Vera | - Percusión: Frano Kovac J. - Trompetas: Gustavo Bosch / Sebastián Jordan / Jaime Navarrete - Saxofón: Marco Aldana / Felipe Galdames - Trombón: Jaime Fredes / Jorge Prieto - Cantantes: Andrés de León / Loretto Canales - Stage Manager: Juan Marín - Ingeniero Orquesta: Álvaro Amar Z. |

## Curiosidades
- Durante la emisión del capítulo 4 de la segunda temporada, el participante Cristián Arriagada sufrió un colapso que impidió que terminara su presentación de Thriller de Michael Jackson. Según el actor, esto le sucedió debido a la gran presión y que a su pareja Yamna Lobos le habían diagnosticado la semana anterior una hepatitis B.[12]

- Durante toda la tercera temporada, Carolina Ardohaín, participó con meses de embarazo, lo que no le afectó mayormente en sus presentaciones.

- En marzo de 2007, la cadena británica BBC premió al programa como la mejor réplica del formato.[13]

- En la cuarta temporada participaron los actores Mariana Derderián y Cristián Riquelme, quienes son pareja en la vida real y tuvieron que competir en la pista de baile.

- Por una cláusula en el contrato con la BBC, TVN no puede emitir el programa en su señal internacional.

- La bailarina Paz Bustos, es la única que ha ganado 2 veces el estelar. La primera en la 2.ª temporada con el actor de Televisión Nacional de Chile, Cristián Arriagada y en la 4.ª temporada con el actor de Megavisión, Fernando Godoy.

- Fernando Godoy, ganador de la 4.º temporada, ha sido el único que tuvo una puntuación perfecta de 120 puntos en semifinales. Por poco, Carolina Ardohain ("Pampita") obtiene 120 púntos en la final de la 3.º temporada, pero un jurado le puso 9 puntos de 10, obteniendo 39 puntos de 40, que le dejó al final con 119 de 120 puntos (Obtuvo 39 de 40 puntos en la Rumba, 40 de 40 en el Tango y 40 de 40 en el Free Style)

- Gracias al programa Fernando Godoy y Mario Guerrero se hicieron grandes amigos.

- En todas las temporadas nunca a ha ganado una mujer, siempre ha ganado un hombre. La única mujer finalista ha sido Carolina Ardohaín, pero obtuvo el segundo logar, siendo derrotada por Francisco Reyes.

- En la tercera temporada, una pareja de baile eran pareja en vida real, como lo es la pareja de Leandro Martínez y María Isabel Sobarzo, excantante y exbailarina, respectivamente, del exprograma de Televisión Nacional de Chile, Rojo, Fama Contrafama.

- En dos ocasiones, el campeón salió del público. En la tercera temporada, ganó por puntaje del jurado Carolina Ardohain ("Pampita"), con 119 puntos de 120, pero la temporada la ganó el actor Francisco Reyes, que obtuvo 116 puntos de 120, quien ganó por la votación del público. En la Cuarta Temporada, Fernando Godoy obtuvo 115 de 120, menos puntaje que Mario Guerrero que obtuvo 116 de 120, pero ganó por votación del público.

## Audiencias
| Cap.  | Primera temporada (2006) | Primera temporada (2006) | Primera temporada (2006) | Segunda temporada (2007) | Segunda temporada (2007) | Segunda temporada (2007) | Tercera temporada (2007) | Tercera temporada (2007) | Tercera temporada (2007) | Cuarta temporada (2008) | Cuarta temporada (2008) | Cuarta temporada (2008) | Grandes Finalistas (2008) | Grandes Finalistas (2008) | Grandes Finalistas (2008) |
| Cap.  | Fecha                    | Rating                   | Cuota                    | Fecha                    | Rating                   | Cuota                    | Fecha                    | Rating                   | Cuota                    | Fecha                   | Rating                  | Cuota de audiencia      | Fecha                     | Rating                    | Cuota de audiencia        |
| 1     | 16 de octubre            | 26,8                     | 36,9 %                   | 5 de marzo               | 21,1                     | 29,6 %                   | 22 de agosto             | 24,1                     | 34,6 %                   | 13 de marzo             | 22,1                    | 33,7 %                  | 12 de junio               | 14,9                      | 25,4 %                    |
| 2     | 23 de octubre            | 27,9                     | 41,2 %                   | 12 de marzo              | 18,6                     | 33,8 %                   | 29 de agosto             | 20,7                     | 29,2 %                   | 20 de marzo             | 19,5                    | 33,6 %                  | 19 de junio               | 16,3                      | 24,3 %                    |
| 3     | 30 de octubre            | 25,3                     | 38,1 %                   | 19 de marzo              | 16,8                     | 23,9 %                   | 5 de septiembre          | 21,0                     | 30,1 %                   | 27 de marzo             | 17,7                    | 26,7 %                  | 26 de junio               | 13,6                      | 21,2 %                    |
| 4     | 6 de noviembre           | 23,8                     | 35,8 %                   | 26 de marzo              | 20,4                     | 29,0 %                   | 12 de septiembre         | 21,8                     | 32,2 %                   | 3 de abril              | 20,3                    | 32,2 %                  | 3 de julio                | 15,6                      | 25,8 %                    |
| 5     | 13 de noviembre          | 26,2                     | 39,0 %                   | 2 de abril               | 20,4                     | 29,3 %                   | 19 de septiembre         | 23,3                     | 38,0 %                   | 10 de abril             | 16,1                    | 23,3 %                  |                           |                           |                           |
| 6     | 20 de noviembre          | 24,8                     | 36,4 %                   | 9 de abril               | 22,3                     | 30,8 %                   | 26 de septiembre         | 20,8                     | 29,3 %                   | 17 de abril             | 18,6                    | 28,7 %                  |                           |                           |                           |
| 7     | 27 de noviembre          | 27,7                     | 40,1 %                   | 16 de abril              | 23,3                     | 31,6 %                   | 3 de octubre             | 22,6                     | 31,6 %                   | 24 de abril             | 18,6                    | 29,4 %                  |                           |                           |                           |
| 8     | 4 de diciembre           | 33,5                     | 44,1 %                   | 23 de abril              | 26,0                     | 34,8 %                   | 10 de octubre            | 21,8                     | 32,1 %                   | 1 de mayo               | 18,6                    | 28,5 %                  |                           |                           |                           |
| 9     |                          |                          |                          |                          |                          |                          | 17 de octubre            | 24,6                     | 35,4 %                   | 8 de mayo               | 17,7                    | 27,7 %                  |                           |                           |                           |
| 10    |                          |                          |                          |                          |                          |                          | 24 de octubre            | 24,3                     | 34,4 %                   | 15 de mayo              | 18,0                    | 29,7 %                  |                           |                           |                           |
| 11    |                          |                          |                          |                          |                          |                          | 31 de octubre            | 23,4                     | 35,6 %                   | 22 de mayo              | 18,7                    | 28,0 %                  |                           |                           |                           |
| 12    |                          |                          |                          |                          |                          |                          |                          |                          |                          | 30 de mayo              | 19,3                    | 29,3 %                  |                           |                           |                           |
| 13    |                          |                          |                          |                          |                          |                          |                          |                          |                          | 5 de junio              | 26,9                    | 43,0 %                  |                           |                           |                           |
| Total | Promedio                 | 27,0                     | 39,0 %                   | Promedio                 | 21,1                     | 30,4 %                   | Promedio                 | 22,6                     | 33,0 %                   | Promedio                | 19,4                    | 30,3 %                  | Promedio                  | 15,1                      | 24,2 %                    |
| ----- | ------------------------ | ------------------------ | ------------------------ | ------------------------ | ------------------------ | ------------------------ | ------------------------ | ------------------------ | ------------------------ | ----------------------- | ----------------------- | ----------------------- | ------------------------- | ------------------------- | ------------------------- |